# 안톤 베베른

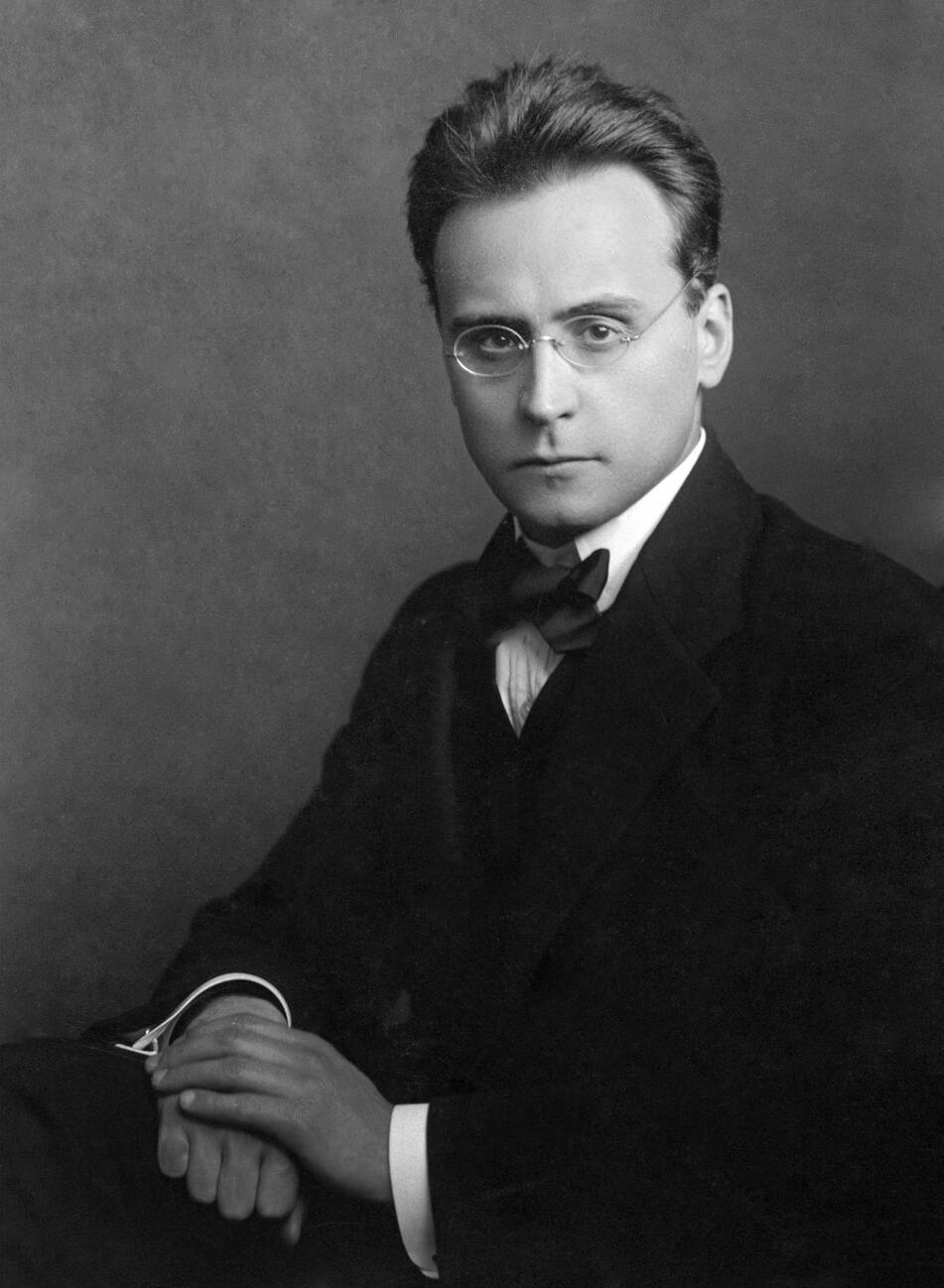
슈체친에서의 안톤 베베른, 1912년 10월

안톤 폰 베베른(Anton von Webern, 1883년 ~ 1945년)은 오스트리아의 작곡가이다.

## 생애
1883년 12월 3일 빈에서 태어나, 빈 대학교에서 음악학자 귀도 아들러를 사사하고 동 대학원에서 음악학으로 철학박사학위를 받았다. 1904년 아르놀트 쇤베르크를 알게 되었고, 알반 베르크와 함께 그의 제자가 되었다. 1908년, 작품3과 작품4의 가곡집을 작곡하였고, 초기의 독자적인 무조작풍을 확립하였다. 이 무렵 각지의 가극장에서 연습지휘자 및 악장으로서 활동하기 시작하였다. 1918년부터 쇤베르크가 창설한 사적 연주회의 협력자가 되고, 작곡에 전념하였다. 1939년 나치스 정권수립과 동시에 활동을 정지당하여 교수직도 잃었으며, 사적인 작곡 교수직으로 생계를 유지하게 되었다. 이와 같은 상황에서 만년에 접어든 그는 조용한 성격에다가 또한 신비적인 특질이 심화되어갔다. 제2차 세계대전 후인 1945년 9월 15일, 연합군이 오스트리아를 통치하던 시대에, 베베른은 미터질의 집 앞에서 미국 군인이 쏜 총에 맞아 길거리에서 즉사했다. 당시 베베른의 사위는 잘츠부르크의 암시장에서 군수품을 암거래하며 생계를 이어갔다. 그날 밤, 미군 두어명이 암거래상을 체포하라는 명령을 받고 미터질까지 미행하여 왔었다. 베베른의 사위의 집 근처에 잠복하고 있던 미군은 있는 어떤 남자가 집에서 밖으로 나와 주머니에서 권총 같은 것을 꺼내어 쏘는것 같자 순간적으로 응사하였고 그로 인하여 그 남자는 그 자리에서 즉사했던 것이다. 그 남자가 바로 베베른이었다. 당시에는 통행금지가 실시되고 있었으므로 야심한 밤에 거리에 서 있다는것 자체가 위험한 일이었다. 그날 밤, 베베른은 담배를 한 대 피우고 싶었는데 잠들어 있는 손주들을 방해하기가 싫어서 몰래 집 밖으로 나와 주머니에서 라이터를 꺼내 불을 붙이는 순간에 잠복해 있던 미군으로부터 총격을 받아 사망하게 되었던 것이다. 사격한 육군 취사병인 레이몬드 벨(RAymond Bell) 일등병은 아무 잘못도 없는 훌륭한 음악가를 죽게 만들었다는 죄책감 때문에 알콜 중독자가 되었다가 그로부터 10년 후에 폐인으로 세상을 떠났다.

## 음악 활동
제2차 세계 대전 후 그의 작품은 점차로 높이 평가되었고, 쇤베르크 악파의 중심인물로서 20세기 전반의 중요한 작곡가의 한 사람으로서 꼽히고 있다. 그의 작품은 짧으나, 어디까지나 치밀하고, 섬세하며, 낭비가 없는 응축된 작곡법을 보여주고 있다는 평을 듣는다. 1924년경부터 12음기법의 시대로 들어간다. 작품 12로부터 19에 걸쳐서 작풍이 복잡하며 연주의 한계를 느끼게 하는 것마저 있다. 그 후 작품번호 21번부터는 투명한 구조를 지니는, 이른바 점묘주의(點描主義)의 시대가 된다. 최만년의 칸타타 3곡은 인간성에 뿌리박고 있는 종교성까지도 얻고 있다. 작품 수는 성악 작품과 기악 작품이 거의 비슷하며, 1908년에 맨 처음에 발표된 작품번호 1의 관현악곡인 《파사칼리아》는 조성을 지니는 작품이다. 1년 후의 《현악 4중주를 위한 5개의 악장》은 완전히 무조적이며, 명작으로서 유명하다.

## 주요 작품

### 관현악곡
- 교향시 여름 바람 속에서(1904)
- 파사칼리아 라단조 작품번호 1(1908)
- 6개의 소품 작품번호 6(1909~10, 1928년 개정)
- 5개의 소품 작품번호 10(1911~3, 1913년 개정)
- 교향곡 작품번호 21(1928)
- 변주곡 작품번호 30(1940)

### 실내악곡

#### 이중주
- 첼로와 피아노를 위한 2개의 소품(1899)
- 바이올린과 피아노를 위한 4개의 소품 작품번호 7(1910)
- 첼로와 피아노를 위한 3개의 작은 소품 작품번호 11(1914)
- 첼로소나타(1914)

#### 삼중주
- 현악 3중주를 위한 소품(1925)
- 현악 3중주 작품번호 20(1927)

#### 사중주
- 느린 악장(현악 4중주)(1905)
- 론도(현악 4중주)(1906)
- 현악 4중주를 위한 5개의 악장 작품번호 5(1909)
- 현악 4중주를 위한 6개의 바가텔 작품번호 9(1913)
- 현악 4중주 작품번호 28(1928)
- 4중주 작품번호 22(1930)

#### 그 밖
- 피아노 5중주(1907)
- 아홉 악기를 위한 협주곡 작품번호 24(1934)

### 피아노곡
- 론도(1906)
- 피아노 소품(1924)
- 어린이 소품(1925)
- 변주곡 작품번호 27(1936)

### 가곡
- 3개의 시(1899~1902)
- 8개의 초기 노래(1901~3)
- 3개의 노래(1903~4)
- 4개의 노래 작품번호 3(1907~8)
- 4개의 노래 작품번호 4(1908~9)
- 스테판 게오르크에 의한 4개의 노래(1908~9)
- 2개의 노래 작품번호 8(1910)
- 3개의 시(1913~4)
- 4개의 노래 작품번호 12(1915~7)
- 4개의 노래 작품번호 13(1914~8)
- 3개의 노래 작품번호 18(1925)
- 3개의 노래 작품번호 23(1934)
- 3개의 노래 작품번호 25(1934~5)

### 합창
- 2개의 노래 작품번호 19(1926)
- 칸타타 1번 작품번호 29(1938~9)
- 칸타타 2번 작품번호 31(1941~3)

## 참고 문헌
- 이 문서에는 다음커뮤니케이션(현 카카오)에서 GFDL 또는 CC-SA 라이선스로 배포한 글로벌 세계대백과사전의 내용을 기초로 작성된 글이 포함되어 있습니다.